# Mimosa tandilensis
Mimosa tandilensis är en ärtväxtart som beskrevs av Carlos Luis Spegazzini. Mimosa tandilensis ingår i släktet mimosor, och familjen ärtväxter. Inga underarter finns listade i Catalogue of Life.